# اولگون توکر
اولگون توکر (انگلیسی: Olgun Toker؛ زادهٔ ۱۲ مارس ۱۹۸۶) بازیگر است. وی از سال ۲۰۱۰ میلادی تاکنون مشغول فعالیت بوده‌است.
او در سریال‌هایی همچون مسئله شرف و کارادایی به ایفای نقش پرداخته است.